# Panna Maria Sněžná

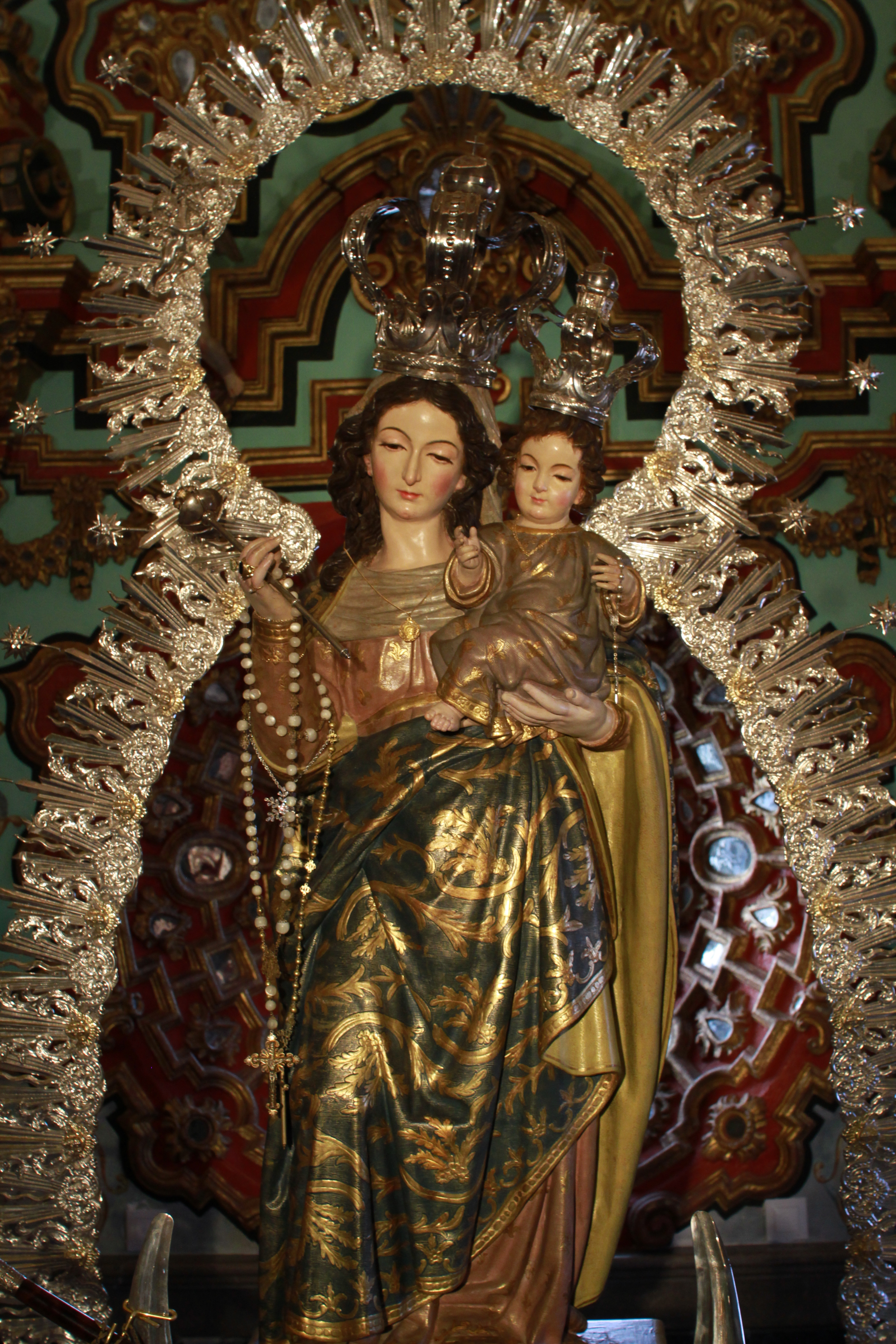
Panna Maria Sněžná v kostele ve španělském městě Las Gabinas

Panna Maria Sněžná je jméno, pod nímž je vzývána Panna Maria v katolické liturgii. Podle legendy, doložené pravděpodobně až ve 13. století, se v době papeže Liberia v noci ze 4. na 5. srpna roku 352 odehrál zázrak, na jehož základě byla postavena římská bazilika Panny Marie Sněžné.

## Legenda o zázraku Panny Marie Sněžné

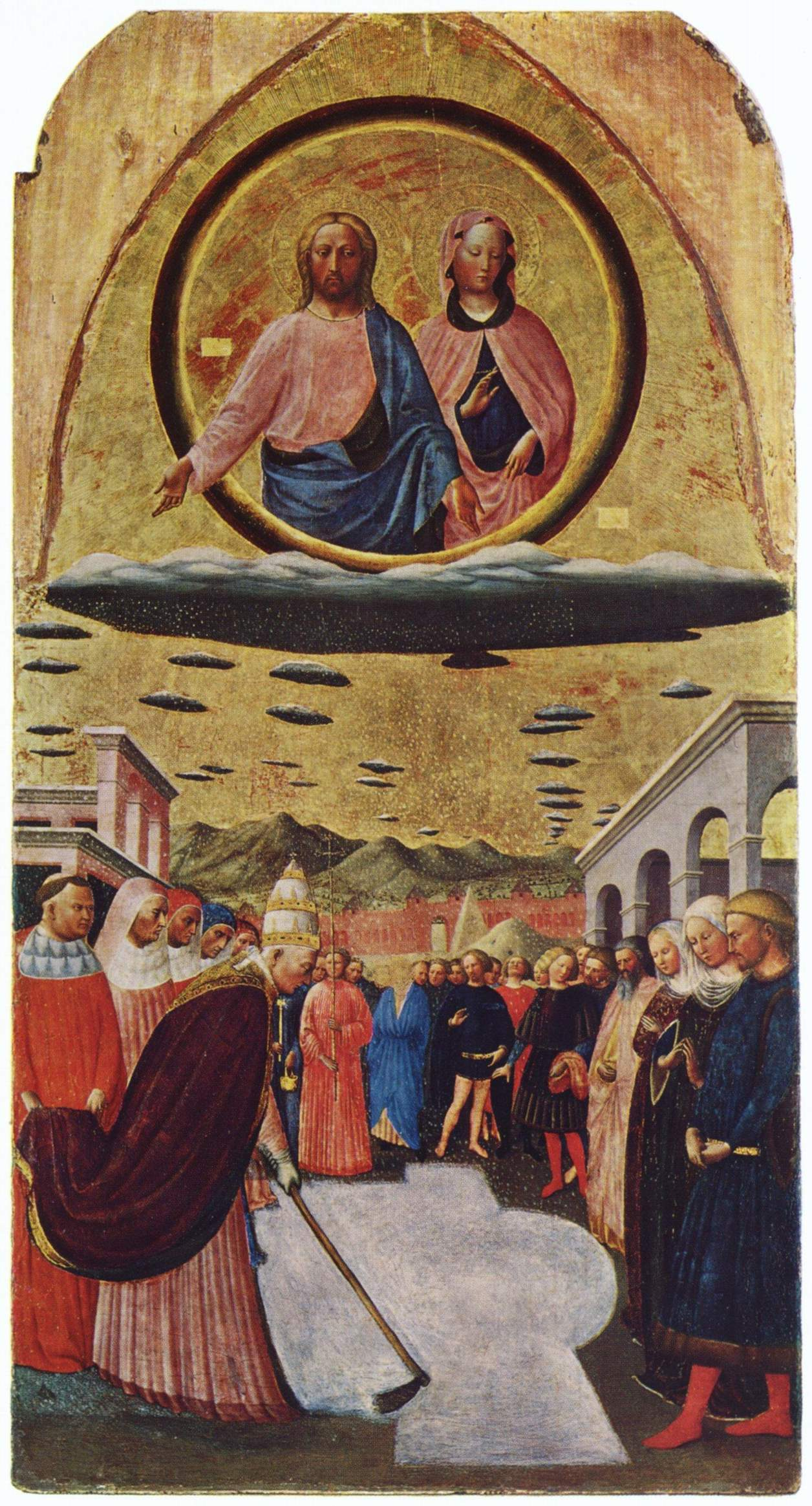
Masolino da Panicale, Zázrak Panny Marie Sněžné, 1. třetina 15. st., Museo di Capodimonte, Napoli

„V době papeže Liberia se římský patricij Jan a jeho vznešená manželka, kterým se nedostalo dědiců, rozhodli věnovat své statky Panně Marii. Ustavičně ji žádali a prosili, aby jim nějakým způsobem sdělila, jaké zbožné dílo mají svými penězi podpořit. Jejich usilovná přání i modlitby blahoslavená Panna Maria blahosklonně vyslyšela a ukázala to zázračně. O nonách srpnových [=5. srpna], když v Římě bývají ta největší horka, pokryl sníh v noci část pahorku Eskvilinu. Téže noci Matka Boží ve snu vyzvala jak Jana, tak jeho ženu, aby na tom místě, které uvidí pokryto sněhem, postavili kostel a zasvětili jej Panně Marii. Tak se chtěla stát jejich dědičkou. To sdělil Jan i papeži Liberiovi, který měl téže noci stejný sen. Ten pak na prosby kněží i lidu přišel k pahorku pokrytému sněhem a nakreslil na něj místo kostela, který byl postaven za peníze Jana a jeho manželky a později opraven papežem Sixtem III.“ (překlad čtení II. nokturnu Římského breviáře).
Legenda je velmi pozdní, nezmiňuje ji ani slavný nápis papeže Sixta III., který se nacházel na fasádě baziliky a připomínal její obnovu za pontifikátu tohoto papeže v 5. století.

## Liturgické slavení
Od 13. století se v bazilice začal slavit svátek „Festum nivis“, který se ve 14. století rozšířil v celém Římě. Papež Pius V. jej zavedl jako celocírkevní pod názvem „S. Mariae ad nives“ a do římského breviáře se dostalo výše citované legendární vyprávění. Při reformě breviáře za papeže Benedikta XIV. se jednalo o vypuštění legendárního vyprávění, ale nedošlo k němu, i když o něm pochybovala většina kněží. Kardinál Capalti řekl v 19. století archeologovi de Rossimu, že když se kanovníci baziliky odebírali z chóru, kde se četla při liturgii legenda do sakristie, jeden z nich řekl: „V tomto čtení je pravdivá pouze věta: O nonách srpnových, když v Římě bývají ta největší horka…“
Breviářové čtení bylo vypuštěno až v roce 1969, svátek je dnes slaven jako „Posvěcení římské baziliky Panny Marie“ 5. srpna.

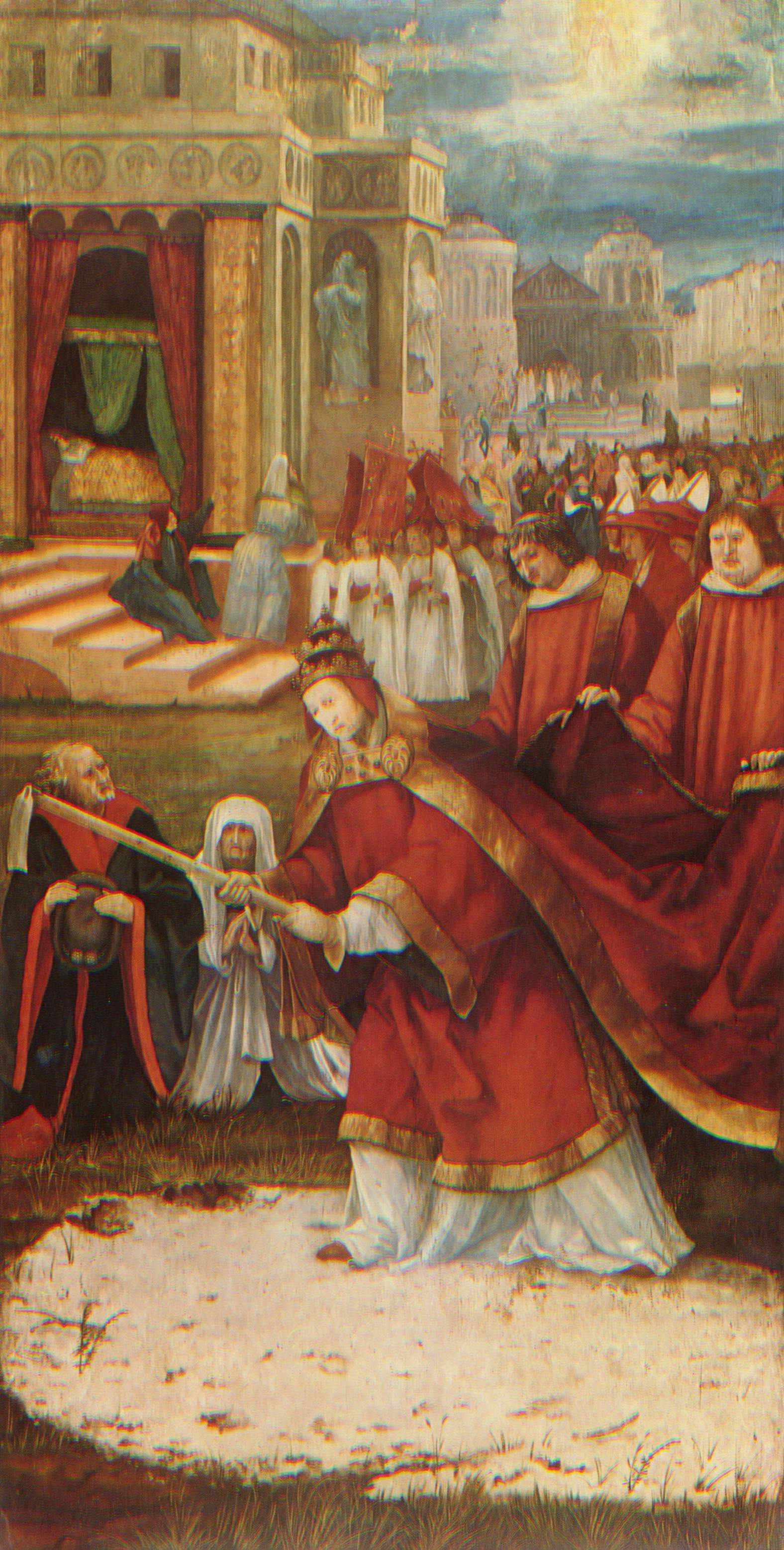
Matthias Grünewald, Papež Liberius kreslí do sněhu půdorys baziliky, pravé křídlo oltáře v Aschaffenburgu (1517–1519)

## Zobrazení v křesťanské ikonografii
První vyobrazení legendy se objevují na sklonku 13. století, velké obliby došla legenda ve století 17. i v prostředí středoevropském. Zobrazovány jsou většinou dva momenty, sen patricije Jana anebo papež Liberius, který do sněhu kreslí půdorys kostela (většinou svou berlou). V ikonografických programech kostelů zasvěcených Panně Marii Sněžné (u nás např. jezuitský kostel v Olomouci) se objevuje i další motiv zázraku Panny Marie, který je svázán s mariánským obrazem „Salus populi romani“ uchovávaným v římské bazilice Panny Marie Sněžné. Legenda praví, že roku 590, kdy v Římě propukla morová epidemie, papež Řehoř Veliký uspořádal procesí k bazilice a vyzvedl tam tento mariánský obraz. V tomto okamžiku se nad Andělským hradem objevil anděl, který zastrčil meč do pochvy a morová rána ustala.